# Лебедянская улица (Москва)
Лебедя́нская у́лица — улица на юге Москвы в районе Бирюлёво Восточное от Михневской улицы до Загорьевского проезда. Нумерация домов начинается от Михневской улицы, дома имеют индексы 115372, 115547, 115598.

## Происхождение названия
Названа по городу Лебедянь Липецкой области в связи с расположением улицы на юге Москвы.

## История
До 1965 года, в располагавшемся здесь посёлке Бирюлёво по соседству с этим местом проходила улица Горького, которую после застройки упразднили. Название проложенной после застройки улицы было присвоено 5 апреля 1973 года.

## Здания и сооружения[3]
- д. 10 — Городская поликлиника № 192 Поликлиника на Лебедянской улице

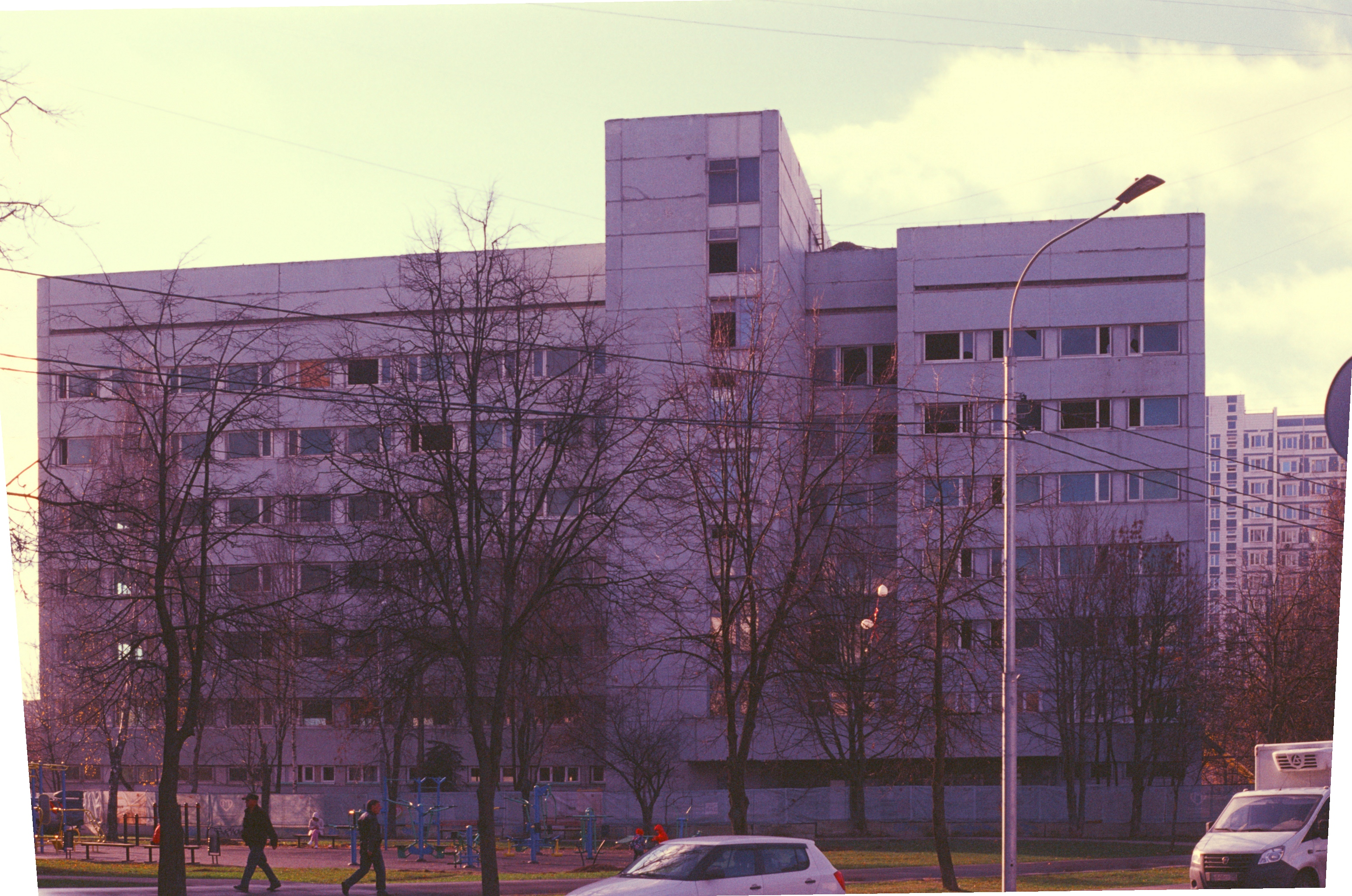
Поликлиника на Лебедянской улице

- д. 19, к. А — отделение Сбербанка № 9038/01303

## Транспорт
По различным участкам Лебедянской улицы проходят 7 автобусных маршрутов общественного транспорта:

| м87:  | Загорьевская улица • Царицыно                                                                                      |
| м88:  | Платформа Бирюлёво-Пассажирская • Царицыно                                                                         |
| м89:  | Загорьевская улица • Царицыно • Кантемировская                                                                     |
| 826:  | Орехово • Домодедовская • Платформа Бирюлёво-Пассажирская                                                          |
| 852:  | Загорье • Покровское • Пражская • Чертаново Центральное                                                            |
| с809: | Станция Бирюлёво-Товарная • 6-й микрорайон Загорья                                                                 |
| н13:  | 6-й микрорайон Загорья • Царицыно • Кантемировская • Каширская • Коломенская • Технопарк • Таганская • Китай-город |

«→» — остановки проходятся только при движении в прямом направлении; «←» — остановки проходятся только при движении в обратном направлении.